# Impatto ambientale dell'industria dei cibi animali
L'impatto ambientale dell'industria dei cibi animali designa il complesso degli effetti che la zootecnica e la pesca commerciale determinano sull'ambiente naturale.

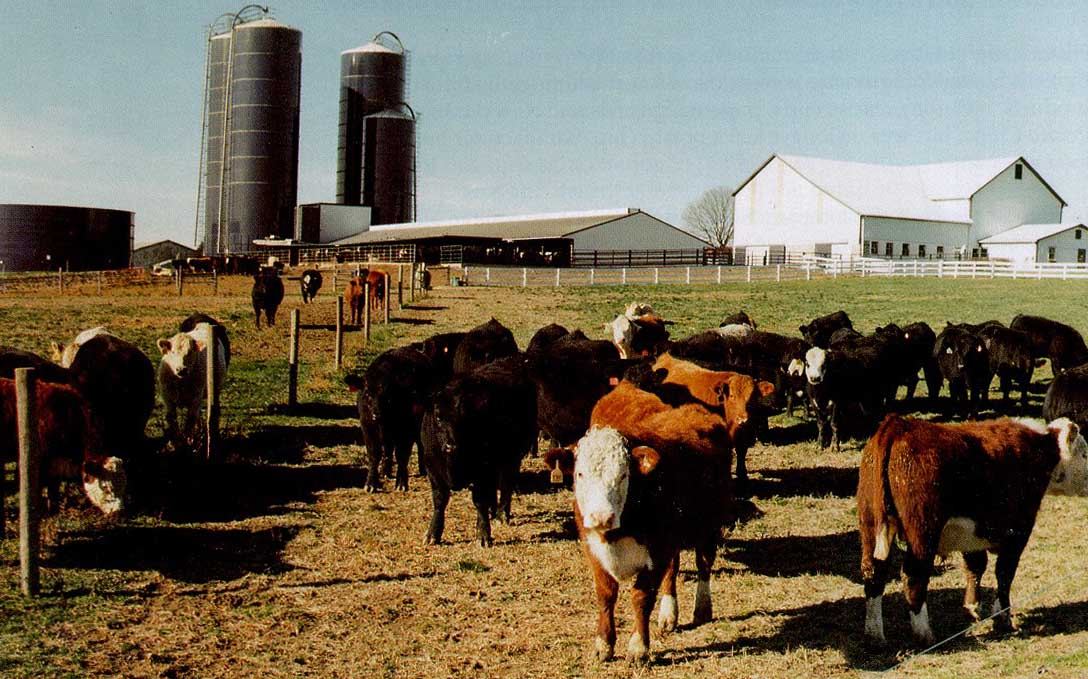
Un allevamento industriale di manzi. Secondo la FAO il settore dell'allevamento è uno dei principali fattori di impatto ambientale globale.

## Caratteristiche
Nella seconda metà del Novecento il consumo globale di carne è aumentato di 5 volte, passando da 45 milioni di tonnellate all'anno nel 1950 a 233 milioni di tonnellate all'anno nel 2000,
e la FAO ha stimato che entro il 2050 si arriverà a 465 milioni di tonnellate. Ciò ha causato naturalmente un aumento del numero di animali allevati: secondo le statistiche della FAO (2007), in tutto il mondo ogni anno vengono macellati circa 56 miliardi di animali, esclusi pesci e altri animali marini.
Questa crescita esplosiva della popolazione animale domestica si è rivelata incompatibile con i ritmi naturali terrestri e ha inciso attraverso diversi modi sull'equilibrio della Terra .
La zootecnica globale è ritenuta un fattore centrale nell'uso di risorse alimentari e idriche, inquinamento delle acque, uso delle terre, deforestazione, degradazione del suolo ed emissioni di gas serra. Nonostante spesso sia un fattore trascurato, anche il consumo degli animali marini incide in maniera significativa sull'equilibrio ambientale, e la pesca e l'acquacoltura sono ritenuti anch'essi responsabili di diversi problemi di natura ambientale. L'insieme di questa situazione si ripercuote anche sulla fauna e sulla flora selvatica impoverendone la biodiversità.
Si è determinato un crescente interesse della comunità scientifica sull'influenza che il consumo di cibi animali può avere sull'ambiente, e diversi autori hanno indicato come la riduzione del consumo di carne possa considerarsi una necessità per contrastare i gravi effetti avversi della produzione zootecnica.
Diversi studi hanno inoltre evidenziato i vantaggi che è possibile ottenere sul piano ambientale con l'adozione di diete vegetariane

## La discussione sull'impatto ambientale dell'allevamento di animali

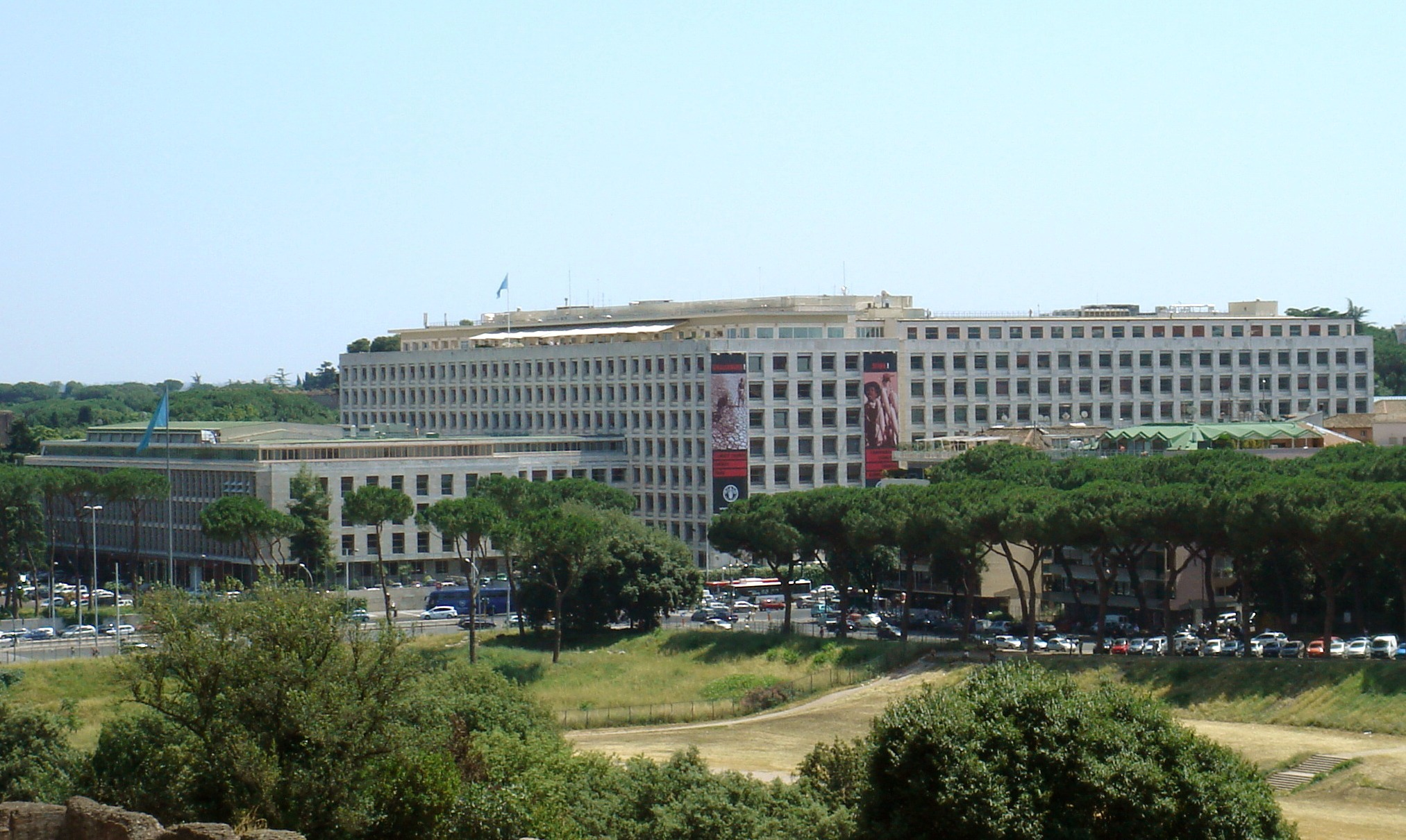
Sede della FAO a Roma. Nel 2006 la FAO ha pubblicato il noto report scientifico Livestock's Long Shadow, in cui viene accuratamente valutato l'impatto globale del settore zootecnico sui problemi ambientali.

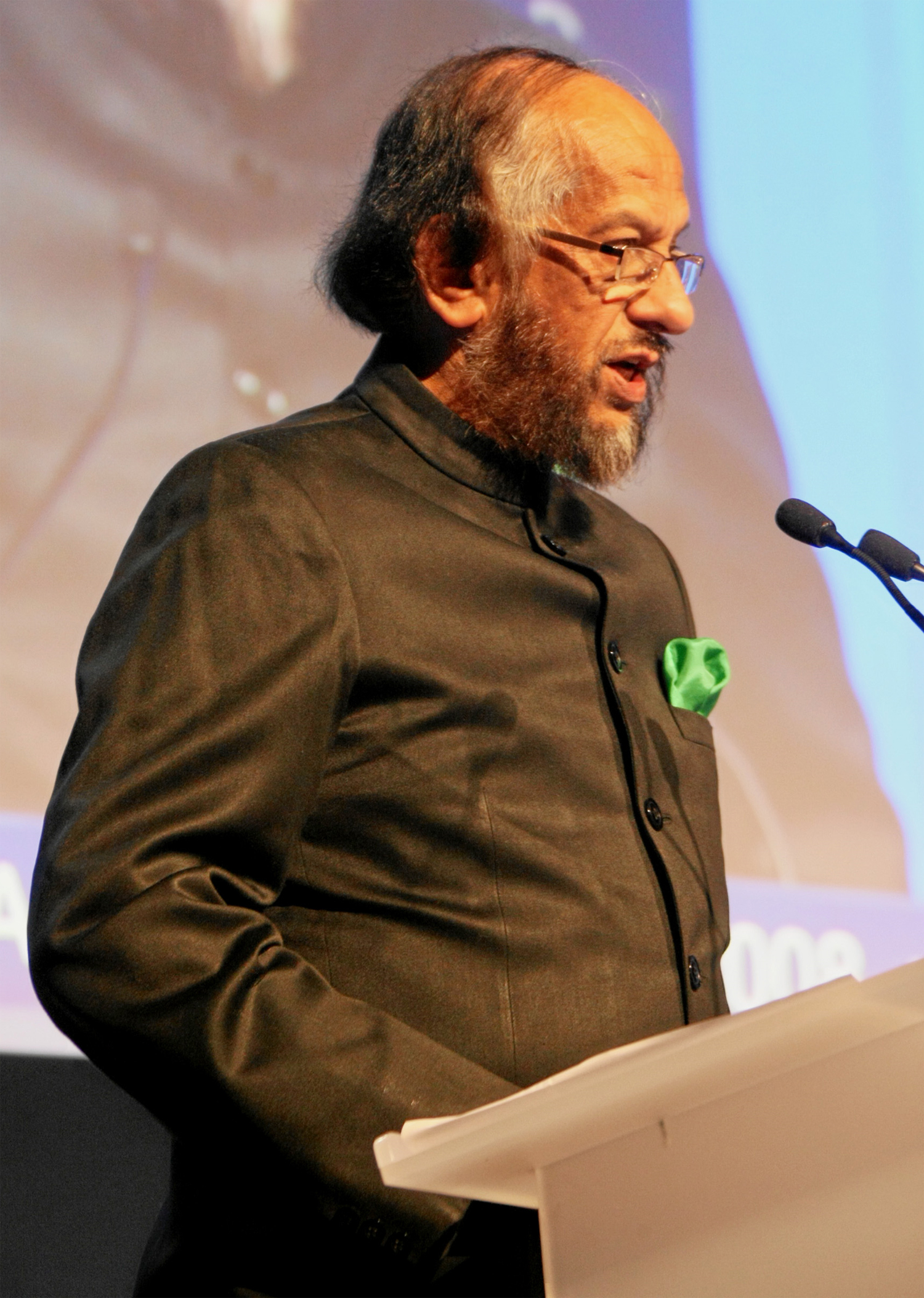
Rajendra Pachauri, premio Nobel per la pace e direttore dell'IPCC, da alcuni anni si batte per far conoscere i danni provocati dal consumo di carne sul riscaldamento globale.

### I "lunedì senza carne"

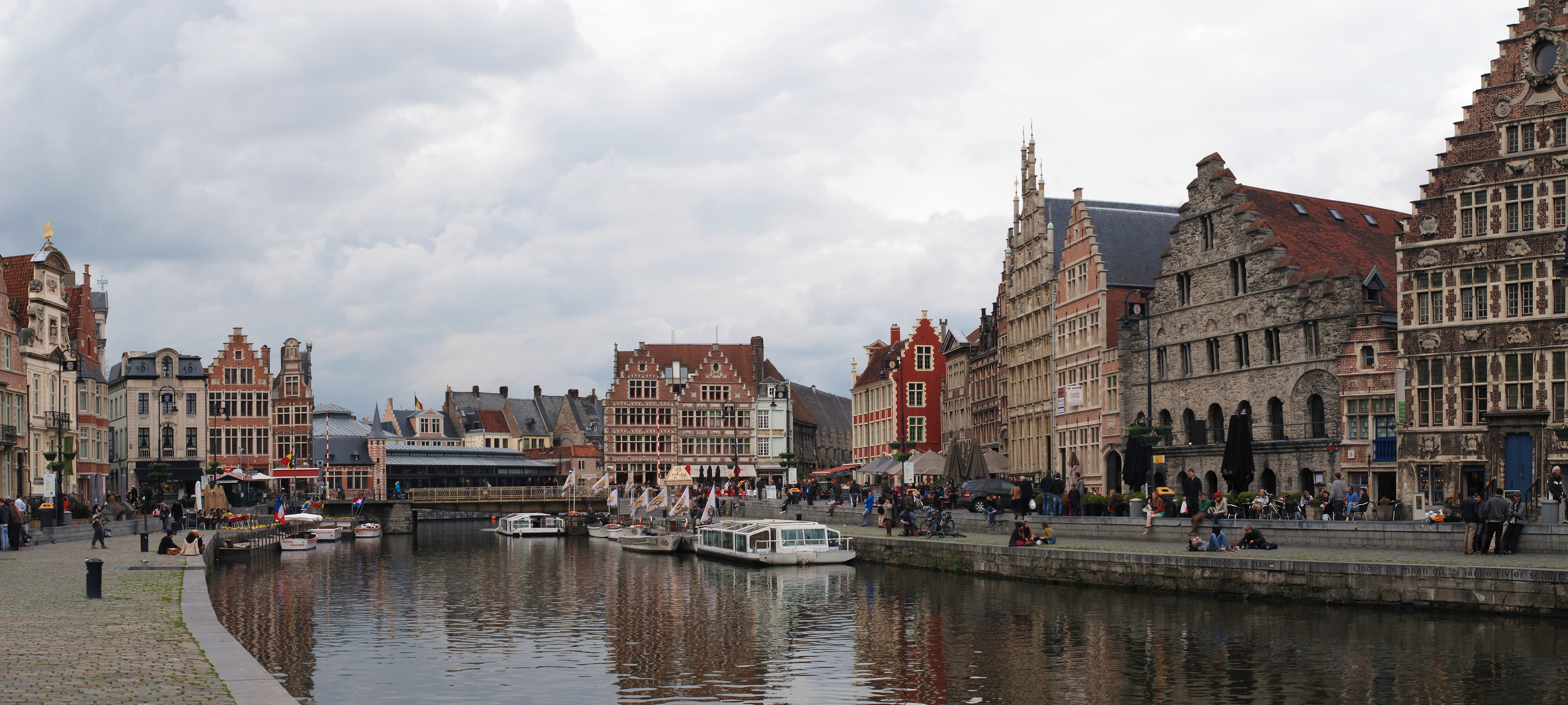
Una veduta della cittadina belga di Ghent. Ghent è stata la prima città del mondo a promuovere ufficialmente una giornata settimanale senza carne.

#### Allevamento biologico

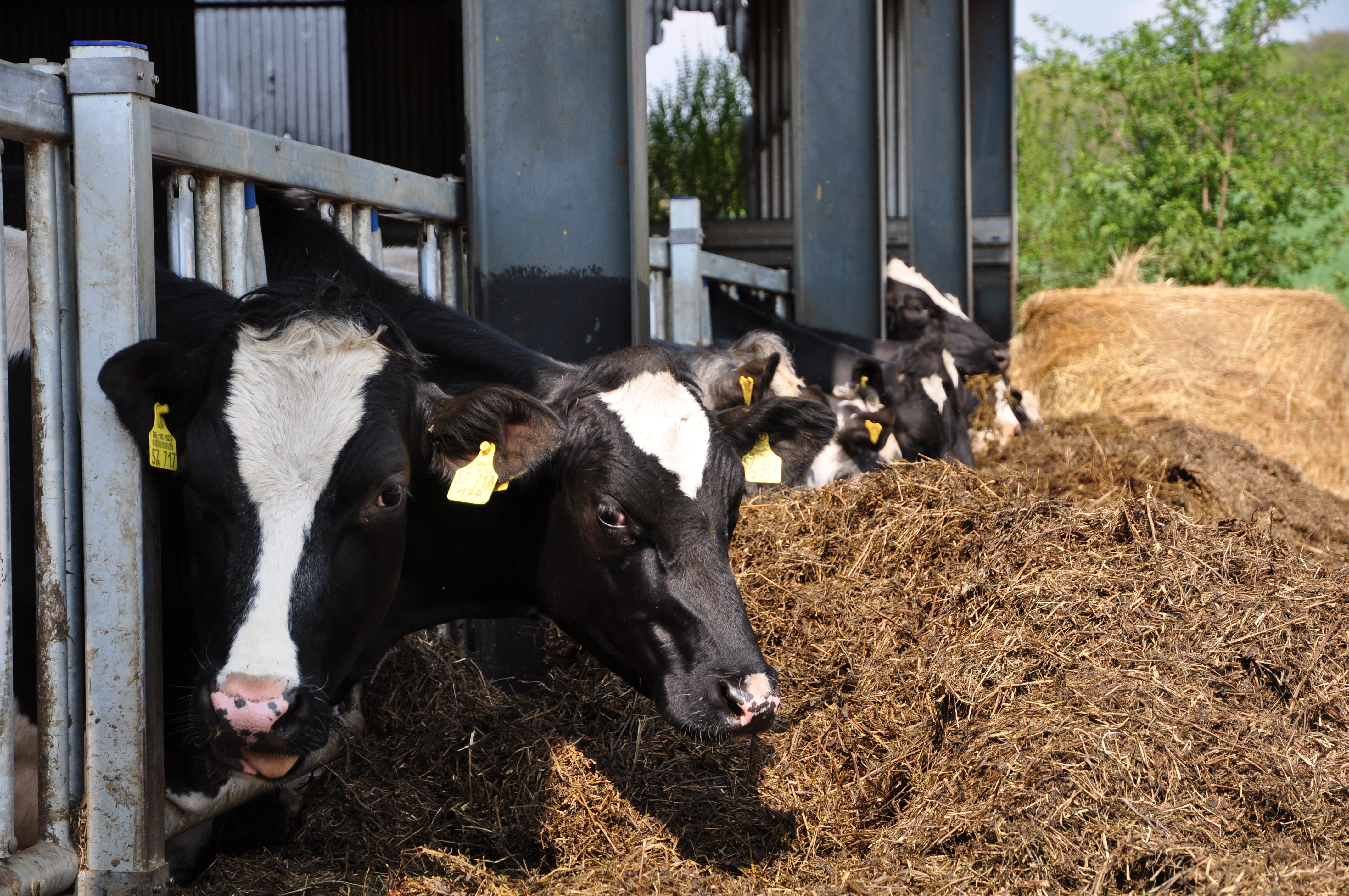
Mucche in un allevamento biologico. Secondo uno studio condotto in Italia, solo con una riduzione di circa l'80% di cibi animali rispetto alle abitudini di un italiano medio, l'allevamento biologico può essere considerato ecologicamente sostenibile.

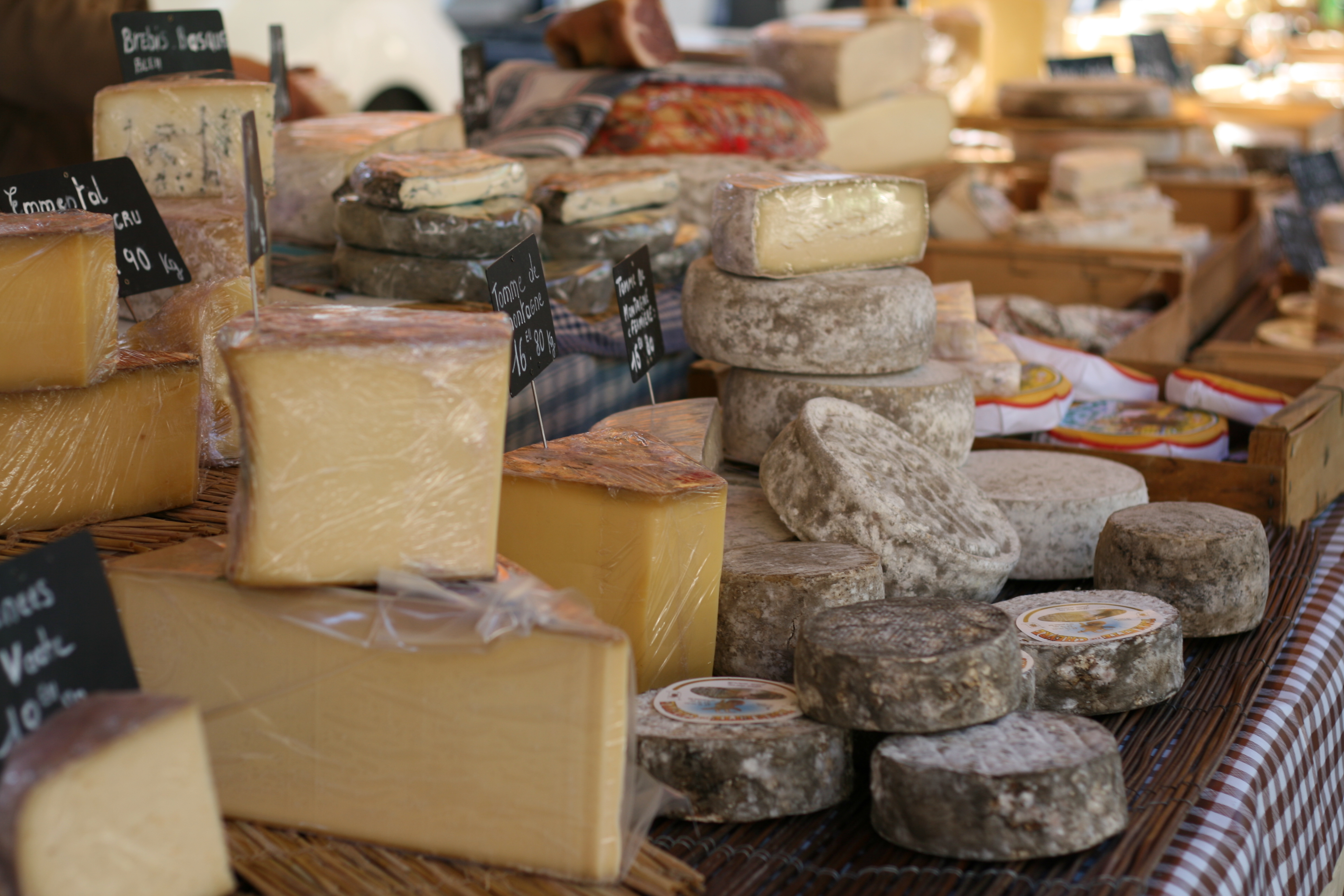
Formaggi in vendita in un mercato locale. Uno studio ha rilevato che acquistare "cibo a chilometro zero" influisce solo per il 4% nel totale delle emissioni di gas serra prodotte nell'intero ciclo di produzione alimentare.

## Consumo di cibi animali e animali allevati
| Regione                                   | Consumo di carne pro capite all'anno (kg) |
| ----------------------------------------- | ----------------------------------------- |
| Africa                                    | 11,3                                      |
| Paesi in via di sviluppo                  | 17,1                                      |
| Asia occidentale (compreso Medio Oriente) | 19,7                                      |
| Asia orientale e meridionale              | 40,8                                      |
| America Latina                            | 53,6                                      |
| Paesi sviluppati                          | 81,7                                      |
| Media globale                             | 37,3                                      |

Nella seconda metà del Novecento il consumo di carne pro capite in tutto il mondo è più che raddoppiato, insieme alla crescita della popolazione, passata da 2,7 a oltre 6 miliardi di persone: di conseguenza, il consumo globale di carne è aumentato di 5 volte, passando da 45 milioni di tonnellate all'anno nel 1950 a 233 milioni di tonnellate all'anno nel 2000. Nei paesi industrializzati mediamente si consumano 224 grammi di carne pro capite al giorno
(circa 80 kg l'anno a persona). E il consumo globale di carne continua a crescere rapidamente: solo dal 2007 al 2008 si è passati da 275 a 280 milioni di tonnellate di carne prodotta in tutto il mondo,
e la FAO ha stimato che entro il 2050 si arriverà a 465 milioni di tonnellate.
Anche la produzione di latte, secondo le previsioni, è destinata a crescere velocemente, passando da 580 milioni di tonnellate del biennio 1999-2001 a 1043 milioni di tonnellate entro il 2050.
Il consumo di prodotti animali va crescendo con particolare rapidità nei paesi in via di sviluppo, parallelamente alla crescita economica: la carne infatti rappresenta per queste popolazioni un modello occidentale da imitare, uno status symbol, un segno di prestigio e ricchezza sociale. In queste regioni, dal 1983 il consumo di carne è più che raddoppiato, passando dai 14 kg di carne pro capite annui agli attuali 30 kg.
In Cina il consumo di carne è passato dai 13 kg pro capite del 1980 ai 53 kg pro capite del 2004, con un aumento di oltre il 300% in poco più di 20 anni, ed è stato calcolato che, con l'attuale tendenza, nel 2031 il cinese medio potrà arrivare a consumare la stessa quantità di carne di un nordamericano del 2015, con un consumo annuo nazionale che raggiungerà i 181 milioni di tonnellate, corrispondenti a circa quattro quinti dell'attuale produzione mondiale di carne. Anche il consumo di latte in questi paesi è aumentato notevolmente, passando in soli 10 anni (dal 1983 al 1993) da 35 kg pro capite a 40 kg pro capite, ed entro il 2020 è stimata una crescita fino a 62 kg pro capite.
Il notevole incremento del consumo di carne e di altri cibi di origine animale ha causato naturalmente un aumento del numero di animali allevati: secondo le statistiche della FAO (2007), in tutto il mondo ogni anno vengono uccisi, per fini alimentari, circa 56 miliardi di animali, esclusi pesci e altri animali marini.

## Impatto sulle risorse alimentari
Gli animali allevati, per svilupparsi, vivere, crescere e produrre, naturalmente hanno bisogno di nutrirsi. Le risorse alimentari consumate da questi animali sono però maggiori di quante essi ne producano sotto forma di carne, latte e uova destinati al mercato: gli allevamenti, così come li ha definiti l'economista Frances Moore Lappé in Diet for a small planet, sono "fabbriche di proteine alla rovescia".

### Indice di conversione alimentare

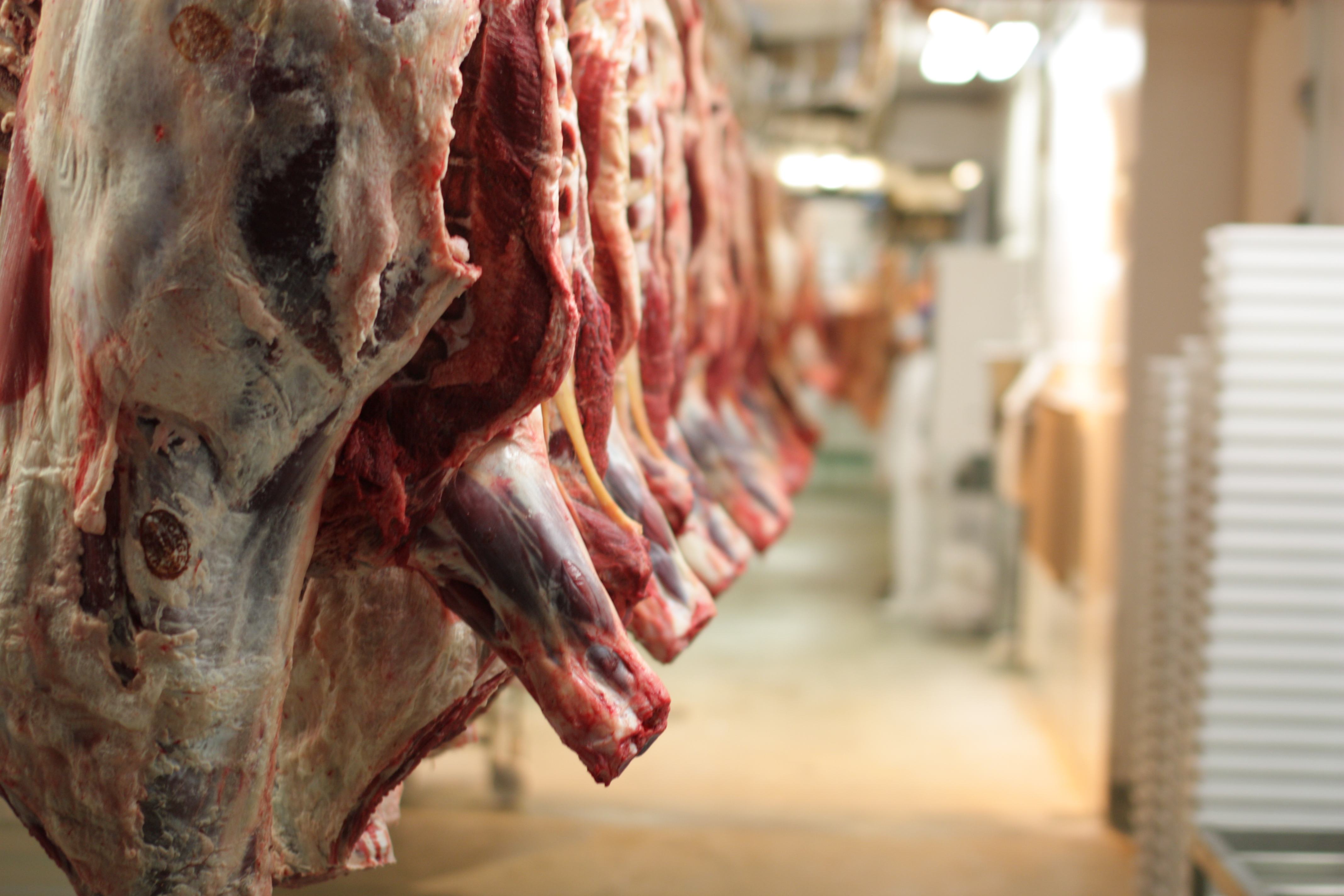
Carcasse di manzo in un macello. Per un chilo di carne di manzo sono necessari 14-20 kg di mangime consumato dall'animale.

### Consumo di risorse alimentari

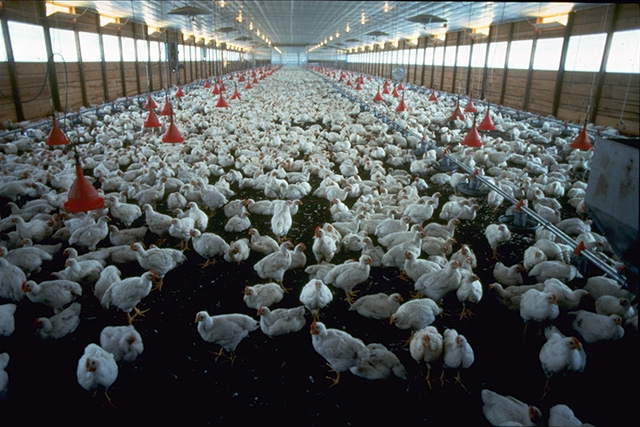
Un allevamento di polli broiler. I polli rappresentano i principali responsabili del consumo globale di mangimi concentrati (30% del totale).

#### Inquinamento idrico derivante dalla zootecnia intensiva

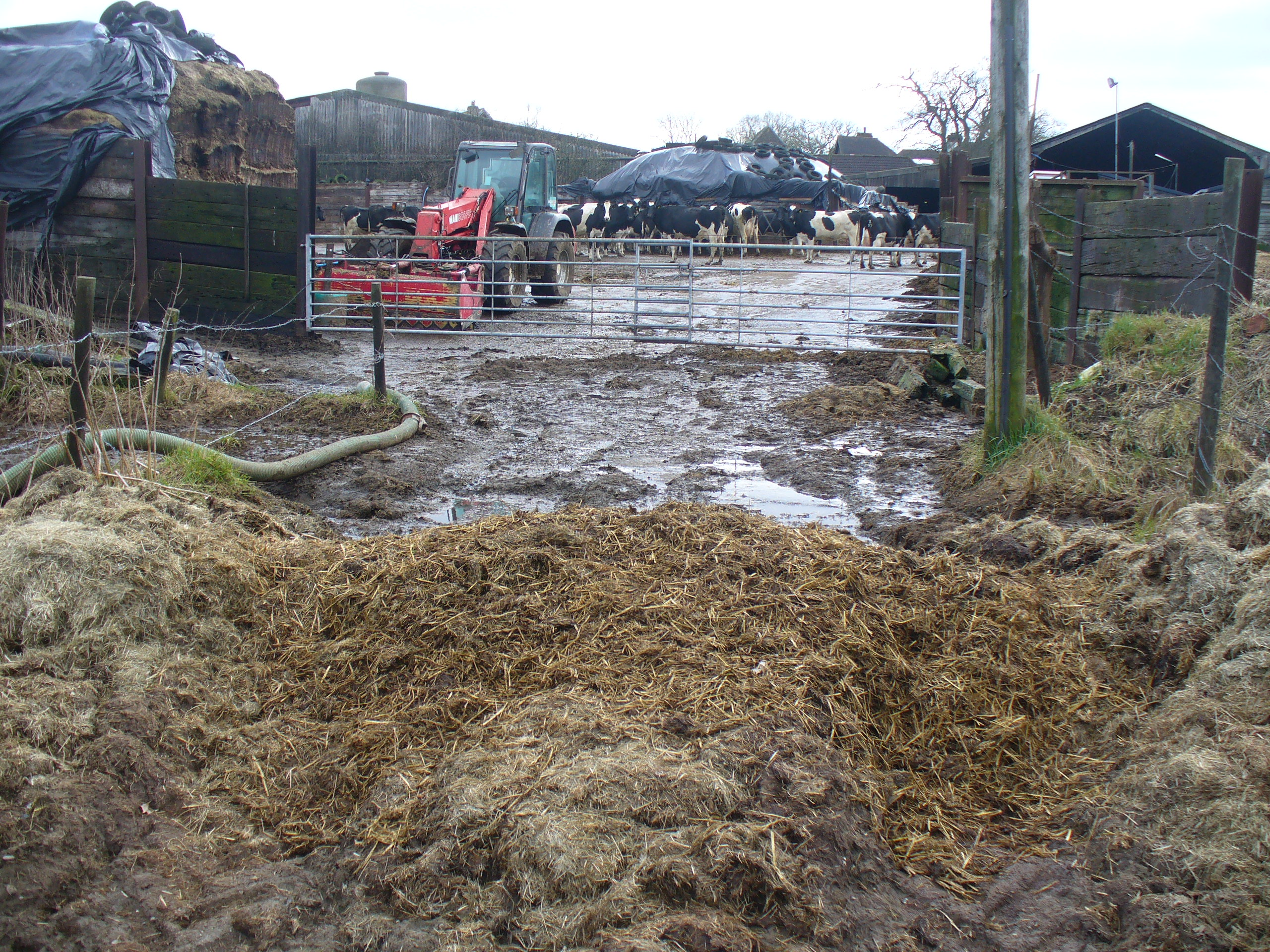
Scarico di deiezioni fuori da un allevamento. Le deiezioni animali sono ricche di nutrienti quali azoto e fosforo, metalli pesanti, residui farmacologici e contaminanti biologici di natura batterica e virale.

#### Inquinamento idrico derivante dalla produzione di mangime

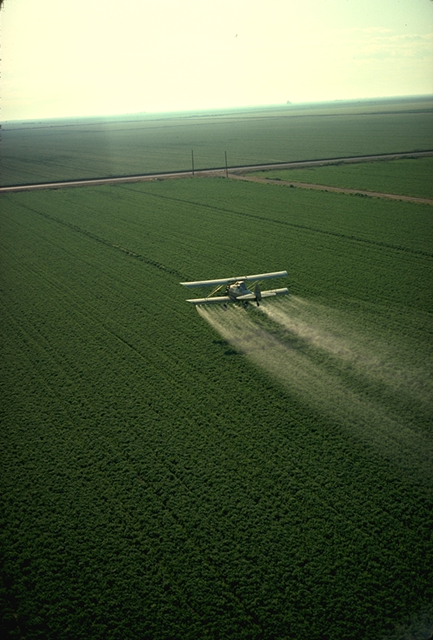
Un aereo irrora un campo agricolo con antiparassitari. L'elevata richiesta di mangime per la produzione zootecnica esige un considerevole uso di composti chimici di sintesi.

## Uso delle terre, deforestazione e degradazione del suolo

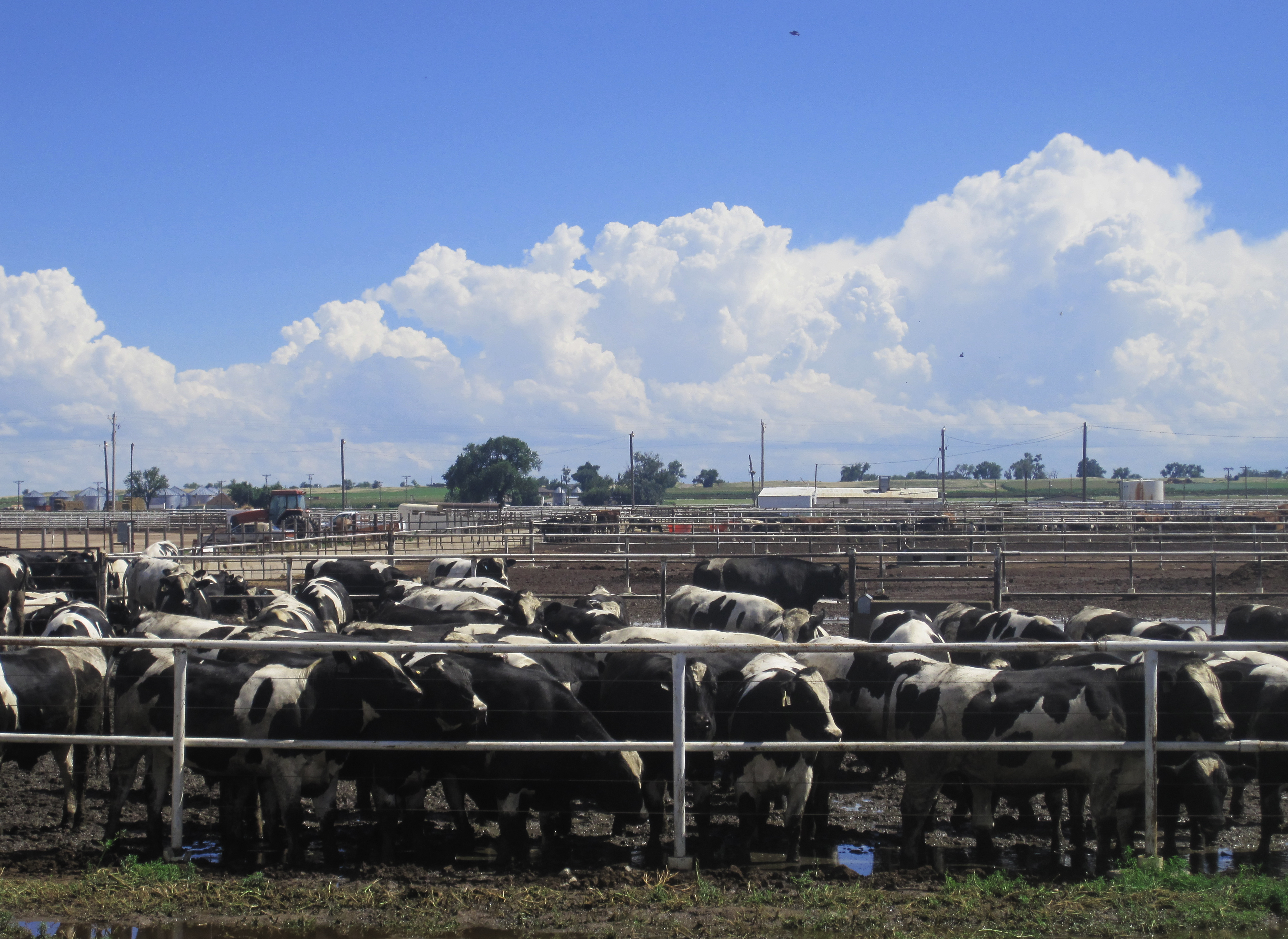
Manzi al pascolo su aree recintate. La moderna zootecnia complessivamente utilizza il 30% dell'intera superficie terrestre non ricoperta dai ghiacci, per lo più in forma di pascolo.

### Deforestazione

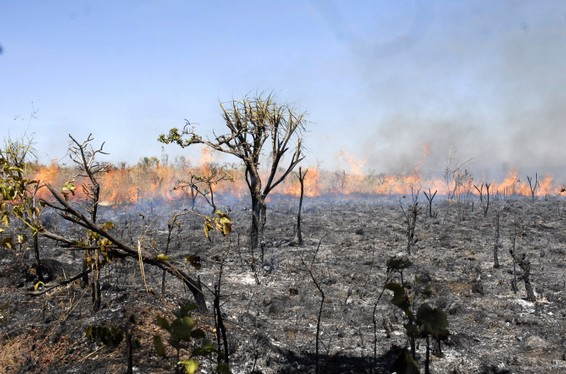
Un'area amazzonica data alle fiamme. Nella foresta amazzonica vaste distese di terra vengono bruciate per fare posto ai pascoli.